# Supercopa de Italia 2016
La Supercopa de Italia 2016 fue la 29.ª edición de la Supercopa de Italia, que enfrentó al ganador de la Serie A 2015-16, la Juventus de Turín, contra el subcampeón de la Copa Italia 2015-16, el AC Milan. El partido se disputó el 23 de diciembre de 2016 en el Estadio Jassim Bin Hamad de la ciudad de Doha, Catar. El Milan logró quedarse con el título mediante los penales.

## Equipos participantes
| Juventus F. C. |  |  |  | Campeón de la Serie A 2015-16        |
| A. C. Milan    |  |  |  | Subcampeón de la Copa Italia 2015-16 |

## Ficha del partido
| 1          | POR        | Gianluigi Buffon     |     |
| 26         | DEF        | Stephan Lichtsteiner |     |
| 24         | DEF        | Danielle Rugani      |     |
| 3          | DEF        | Giorgio Chiellini    |     |
| 12         | DEF        | Alex Sandro          | 32' |
| 27         | MED        | Stefano Sturaro      | 79' |
| 8          | MED        | Claudio Marchisio    |     |
| 6          | MED        | Sami Khedira         |     |
| 5          | MED        | Miralem Pjanić       | 67' |
| 9          | DEL        | Gonzalo Higuaín      |     |
| 17         | DEL        | Mario Mandžukić      |     |
| Entrenador | Entrenador | Massimiliano Allegri |     |

| 99         | POR        | Gianluigi Donnarumma |      |
| 20         | DEF        | Ignazio Abate        | 102' |
| 29         | DEF        | Gabriel Paletta      |      |
| 13         | DEF        | Alessio Romagnoli    |      |
| 2          | DEF        | Mattia De Sciglio    |      |
| 73         | MED        | Manuel Locatelli     | 74'  |
| 91         | MED        | Andrea Bertolacci    |      |
| 33         | MED        | Juraj Kucka          |      |
| 8          | DEL        | Suso                 |      |
| 70         | DEL        | Carlos Bacca         | 102' |
| 5          | DEL        | Giacomo Bonaventura  |      |
| Entrenador | Entrenador | Vincenzo Montella    |      |

| 33 | DEF | Patrice Evra | 32' |
| 21 | MED | Paulo Dybala | 67' |
| 18 | DEL | Mario Lemina | 79' |

| 80 | MED | Mario Pašalić     | 74'  |
| 9  | DEL | Gianluca Lapadula | 102' |
| 31 | DEF | Luca Antonelli    | 102' |

| Anotado | 18' | Giorgio Chiellini | 1-0 |

| Anotado | 38' | Giacomo Bonaventura | 1-1 |

| Claudio Marchisio | Acierto de penal         | 1:0 |                          |                     |
|                   |                          | 1:0 | Fallo de penal (Atajado) | Gianluca Lapadula   |
| Mario Mandžukić   | Fallo de penal (Fallado) | 1:0 |                          |                     |
|                   |                          | 1:1 | Acierto de penal         | Giacomo Bonaventura |
| Gonzalo Higuaín   | Acierto de penal         | 2:1 |                          |                     |
|                   |                          | 2:2 | Acierto de penal         | Juraj Kucka         |
| Sami Khedira      | Acierto de penal         | 3:2 |                          |                     |
|                   |                          | 3:3 | Acierto de penal         | Suso                |
| Paulo Dybala      | Fallo de penal (Atajado) | 3:3 |                          |                     |
|                   |                          | 3:4 | Acierto de penal         | Mario Pašalić       |

| Amonestado | 35'  | Stephen Lichsteiner |
| Amonestado | 121' | Gonzalo Higuaín     |

| Amonestado | 43' | Alessio Romagnoli |
| Amonestado | 53' | Juraj Kucka       |
| Amonestado | 70' | Mattia De Sciglio |

| Árbitro             | Antonio Damato        |
| Árbitros asistentes | Riccardo Di Fiore     |
| Árbitros asistentes | Alessandro Giallatini |
| Cuarto árbitro      | Marco Barbirati       |

| 1          | POR        | Gianluigi Buffon     |     |
| 26         | DEF        | Stephan Lichtsteiner |     |
| 24         | DEF        | Danielle Rugani      |     |
| 3          | DEF        | Giorgio Chiellini    |     |
| 12         | DEF        | Alex Sandro          | 32' |
| 27         | MED        | Stefano Sturaro      | 79' |
| 8          | MED        | Claudio Marchisio    |     |
| 6          | MED        | Sami Khedira         |     |
| 5          | MED        | Miralem Pjanić       | 67' |
| 9          | DEL        | Gonzalo Higuaín      |     |
| 17         | DEL        | Mario Mandžukić      |     |
| Entrenador | Entrenador | Massimiliano Allegri |     |

| 99         | POR        | Gianluigi Donnarumma |      |
| 20         | DEF        | Ignazio Abate        | 102' |
| 29         | DEF        | Gabriel Paletta      |      |
| 13         | DEF        | Alessio Romagnoli    |      |
| 2          | DEF        | Mattia De Sciglio    |      |
| 73         | MED        | Manuel Locatelli     | 74'  |
| 91         | MED        | Andrea Bertolacci    |      |
| 33         | MED        | Juraj Kucka          |      |
| 8          | DEL        | Suso                 |      |
| 70         | DEL        | Carlos Bacca         | 102' |
| 5          | DEL        | Giacomo Bonaventura  |      |
| Entrenador | Entrenador | Vincenzo Montella    |      |

| 33 | DEF | Patrice Evra | 32' |
| 21 | MED | Paulo Dybala | 67' |
| 18 | DEL | Mario Lemina | 79' |

| 80 | MED | Mario Pašalić     | 74'  |
| 9  | DEL | Gianluca Lapadula | 102' |
| 31 | DEF | Luca Antonelli    | 102' |

| Anotado | 18' | Giorgio Chiellini | 1-0 |

| Anotado | 38' | Giacomo Bonaventura | 1-1 |

| Claudio Marchisio | Acierto de penal         | 1:0 |                          |                     |
|                   |                          | 1:0 | Fallo de penal (Atajado) | Gianluca Lapadula   |
| Mario Mandžukić   | Fallo de penal (Fallado) | 1:0 |                          |                     |
|                   |                          | 1:1 | Acierto de penal         | Giacomo Bonaventura |
| Gonzalo Higuaín   | Acierto de penal         | 2:1 |                          |                     |
|                   |                          | 2:2 | Acierto de penal         | Juraj Kucka         |
| Sami Khedira      | Acierto de penal         | 3:2 |                          |                     |
|                   |                          | 3:3 | Acierto de penal         | Suso                |
| Paulo Dybala      | Fallo de penal (Atajado) | 3:3 |                          |                     |
|                   |                          | 3:4 | Acierto de penal         | Mario Pašalić       |

| Amonestado | 35'  | Stephen Lichsteiner |
| Amonestado | 121' | Gonzalo Higuaín     |

| Amonestado | 43' | Alessio Romagnoli |
| Amonestado | 53' | Juraj Kucka       |
| Amonestado | 70' | Mattia De Sciglio |

| Árbitro             | Antonio Damato        |
| Árbitros asistentes | Riccardo Di Fiore     |
| Árbitros asistentes | Alessandro Giallatini |
| Cuarto árbitro      | Marco Barbirati       |

| Supercopa de Italia     |
| Campeón Milan 7º título |